# بيدرو فرنانديز (لاعب كرة قدم فنزويلي)
بيدرو فرنانديز (بالإسبانية: Pedro Fernández) (27 يوليو 1977 بكاراكاس في فنزويلا - ) هو لاعب كرة قدم فنزويلي في مركز الدفاع. شارك مع منتخب فنزويلا لكرة القدم. أما مع النوادي، فقد لعب مع ديبورتيفو تاشيرا وأتلتيكو ماراكايبو ‏ وZulia F.C. ‏.

## وصلات خارجية
- بيدرو فرنانديز على موقع قاعدة بيانات كرة القدم.إي يو (الإنجليزية)
- بيدرو فرنانديز على موقع ناشيونال فوتبول تيمز (الإنجليزية)
- بيدرو فرنانديز على موقع Soccerway.com (الإنجليزية)